# 石井邦生
石井 邦生（いしい くにお、1941年（昭和16年）10月20日 - ）は、囲碁の棋士。福岡県うきは市出身、日本棋院関西総本部所属、細川千仭九段門下、九段。元院生師範。名人戦リーグ2期、本因坊戦リーグ2期など。兄は石井衛九段。門下に史上初の七冠同時制覇を達成した井山裕太や、兆乾がいる。

## 経歴
1953年に細川千仭九段に入門、翌年日本棋院院生となり、1956年入段。関西学院大学中退。1968年八段。1969年、新鋭トーナメント戦決勝で石田芳夫に敗れ準優勝。1973、74年に本因坊リーグ入り。1977年、碁聖戦リーグ入り。1978年九段。1979年に棋聖戦九段戦で準優勝、最高棋士決定戦ベスト4に進出するが、準決勝で橋本昌二に敗れる。1982、90年、名人リーグ入り、90年は藤沢秀行、淡路修三を破るが2勝6敗で陥落。1992年に棋聖戦最高棋士決定戦出場、1回戦で王立誠に敗れる。1993年棋聖戦九段戦3位で、最高棋士決定戦では1回戦で上村陽生に勝ち、2回戦で大竹英雄に敗れる。
日中囲碁交流では、1973、83年に訪中団参加。1984年日中囲碁決戦では宋雪林に2-1で勝利、88年には曹大元に0-2で敗れる。1992年には応昌期杯世界プロ囲碁選手権戦に日本（大阪）代表として出場、1回戦で王銘琬に敗れる。2001年の世界囲碁選手権富士通杯に出場。1回戦で当時数々の国際棋戦に優勝していた世界最強・李昌鎬と当たる。実利を主体にじっくりした碁を打ちかなり細かくなったが最後は李が無理して投了。石井は集中していたため李が頭を下げたのに気づかなかった。
また、20歳から50歳までの30年間、日本棋院関西総本部の院生師範を務めた。プロ第1号は坂口隆三（現九段）。続いて後藤俊午（現九段）。院生師範の終わり頃には山田規三生（第45期王座）を育てた。1994年、NHK教育テレビ囲碁講座の講師。1995年に、解説者を務めていた「ミニ碁一番勝負」で5人抜きした井山裕太を弟子として、ネットなども通じて1000局以上を打ち講評することで育て上げた。
2013年には、第3回エステー&フマキラー囲碁マスターズカップに予選を勝ち上がって出場。武宮正樹・片岡聡・山城宏らタイトル経験者を連破し、71歳にして準優勝を果たした。
2016年2月1日、公式戦1000勝達成（603敗1持碁）。74歳での達成は工藤紀夫の71歳を上回り史上最年長記録。59年10カ月での達成も工藤紀夫を上回り史上最長記録。関西総本部所属棋士として初の達成。またタイトル経験の無い棋士の達成も初。

## 井山裕太
1996年（平成8年）の冬、解説を務めていた読売テレビ放映の「ミニ碁一番勝負」という番組で、当時6歳の後の七冠王井山裕太に出会う。小学生前にもかかわらず碁を覚えて1年で3段になった井山に驚き、その後大人たち相手に5人抜きチャンピオンになったのを見て弟子にすることを望んだ。小学1年生7歳になったときに正式に井山を弟子に取る。
まだ幼く一人っ子の井山を内弟子にするわけにはいかず、通いの弟子にするには電車で2時間半もかかるため断念した。そこでそのころ盛んになりつつあった電話回線を使ったネット碁（GO-NET）を利用し、週二日・1日2局の割合で打った。各45分使い切ると1手30秒の秒読みで、一局終わるたびに電話でポイントを指摘した。囲碁用語がわからない場合は井山の祖父が通訳した。また月2、3回は関西総本部で実際に会って打った。囲碁の世界では、師匠が弟子と実際に対局して指導するのは、極めて稀なことだった。
初手合が6子で4段くらいだった井山はその後目を見張る上達を見せ、やがて5子になり1年生の終わり頃には4子（6段ほど）になった。少年少女囲碁大会・小学生の部で2年連続優勝した後中国北京の大会に武者修行に行かせたりもした。
井山が小学3年の10月に関西総本部の院生になってからは、土曜と日曜に行われる院生対局の講評が指導の大きな比重を占めるようになった。井山が感想を書き込んだ棋譜を調べて送り返すという方法をとった。書簡でのやりとりをという距離をおいたやり方で自分で考え、反省・発見させる力をつけさせた。また、小学4年生からは詰碁の本を渡した。小学6年の頃にはネット対局の手合割は井山の先に進み局数は1000局にも達した。
平成13年度に井山は入段。12歳での入段は林海峰・橋本昌二・結城聡に並ぶ記録であった。入段してからはネット碁を卒業し週一回関西総本部で会って一局か二局打つことになった。中学に入る頃は互先でいい勝負だったが次第に石井が勝てなくなり、4局打って1勝3敗のペースになった。途中からは20連敗を喫した。この時以来、人に尋ねられるたびに「はい、弟子に教えてもらっています」と応えるようにした。師弟戦は井山の手合が忙しくなって自然に消滅した。
その後井山は数々の最年少タイトル記録を塗り替えトップ棋士になり、囲碁界史上初となる七冠を達成するなど日本を代表する棋士となっていった。

## 主な棋歴
- 新鋭トーナメント戦 準優勝 1969年
- 棋聖戦 九段戦準優勝 1979、92年
- エステー&フマキラー囲碁マスターズカップ 準優勝 2013年
- 名人戦リーグ2期、本因坊戦リーグ2期、碁聖戦リーグ1期
- 日中囲碁交流
  - 1973年 6-1
  - 1983年 4-3（○曹大元、×聶衛平、○孔祥明、○江鋳久、×王群、○曹大元、×邵震中）
  - 1984年 2-1 宋雪林
  - 1988年 0-2 曹大元

### 顕彰等
- 棋道賞 1973年技能賞
- 松原賞 1977、80年
- 第41回大倉喜七郎賞 2012年

## 棋譜
|  |  |  |  |  |  |  |  |  |  |  |  |  |  |  |  |  |  |  |
|  |  |  |  |  |  |  |  |  |  |  |  |  |  |  |  |  |  |  |
|  |  |  |  |  |  |  |  |  |  |  |  |  |  |  |  |  |  |  |
|  |  |  |  |  |  |  |  |  |  |  |  |  |  |  |  |  |  |  |
|  |  |  |  |  |  |  |  |  |  |  |  |  |  |  |  |  |  |  |
|  |  |  |  |  |  |  |  |  |  |  |  |  |  |  |  |  |  |  |
|  |  |  |  |  |  |  |  |  |  |  |  |  |  |  |  |  |  |  |
|  |  |  |  |  |  |  |  |  |  |  |  |  |  |  |  |  |  |  |
|  |  |  |  |  |  |  |  |  |  |  |  |  |  |  |  |  |  |  |
|  |  |  |  |  |  |  |  |  |  |  |  |  |  |  |  |  |  |  |
|  |  |  |  |  |  |  |  |  |  |  |  |  |  |  |  |  |  |  |
|  |  |  |  |  |  |  |  |  |  |  |  |  |  |  |  |  |  |  |
|  |  |  |  |  |  |  |  |  |  |  |  |  |  |  |  |  |  |  |
|  |  |  |  |  |  |  |  |  |  |  |  |  |  |  |  |  |  |  |
|  |  |  |  |  |  |  |  |  |  |  |  |  |  |  |  |  |  |  |
|  |  |  |  |  |  |  |  |  |  |  |  |  |  |  |  |  |  |  |
|  |  |  |  |  |  |  |  |  |  |  |  |  |  |  |  |  |  |  |
|  |  |  |  |  |  |  |  |  |  |  |  |  |  |  |  |  |  |  |
|  |  |  |  |  |  |  |  |  |  |  |  |  |  |  |  |  |  |  |

2001年4月14日　世界囲碁選手権富士通杯　黒 石井邦生　白 李昌鎬
135手まで・以下略　219手完黒中押し勝ち

## 関連書籍
- 松尾鍾一『現代囲碁大系(15) 瀬川良雄/久井敬史/石井邦生/炭野恒廣/橋本誼』講談社 1984年
- 『わが天才棋士・井山裕太』集英社　2009年